# Saint Patrick’s Day

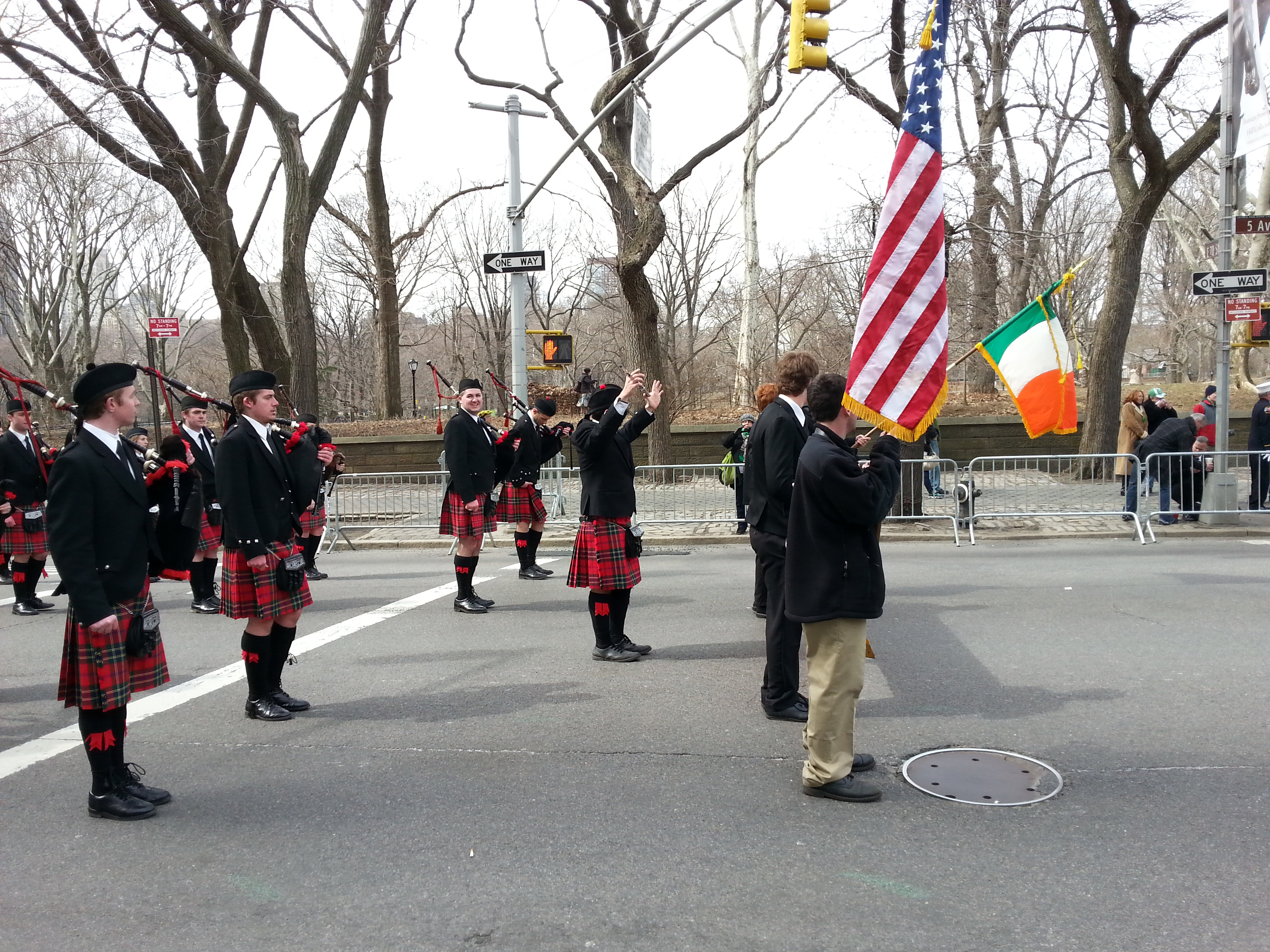
Parade zum Saint Patrick’s Day in der 5th Avenue in New York. Typisch ist das Präsentieren sowohl der irischen als auch der US-amerikanischen Flagge.

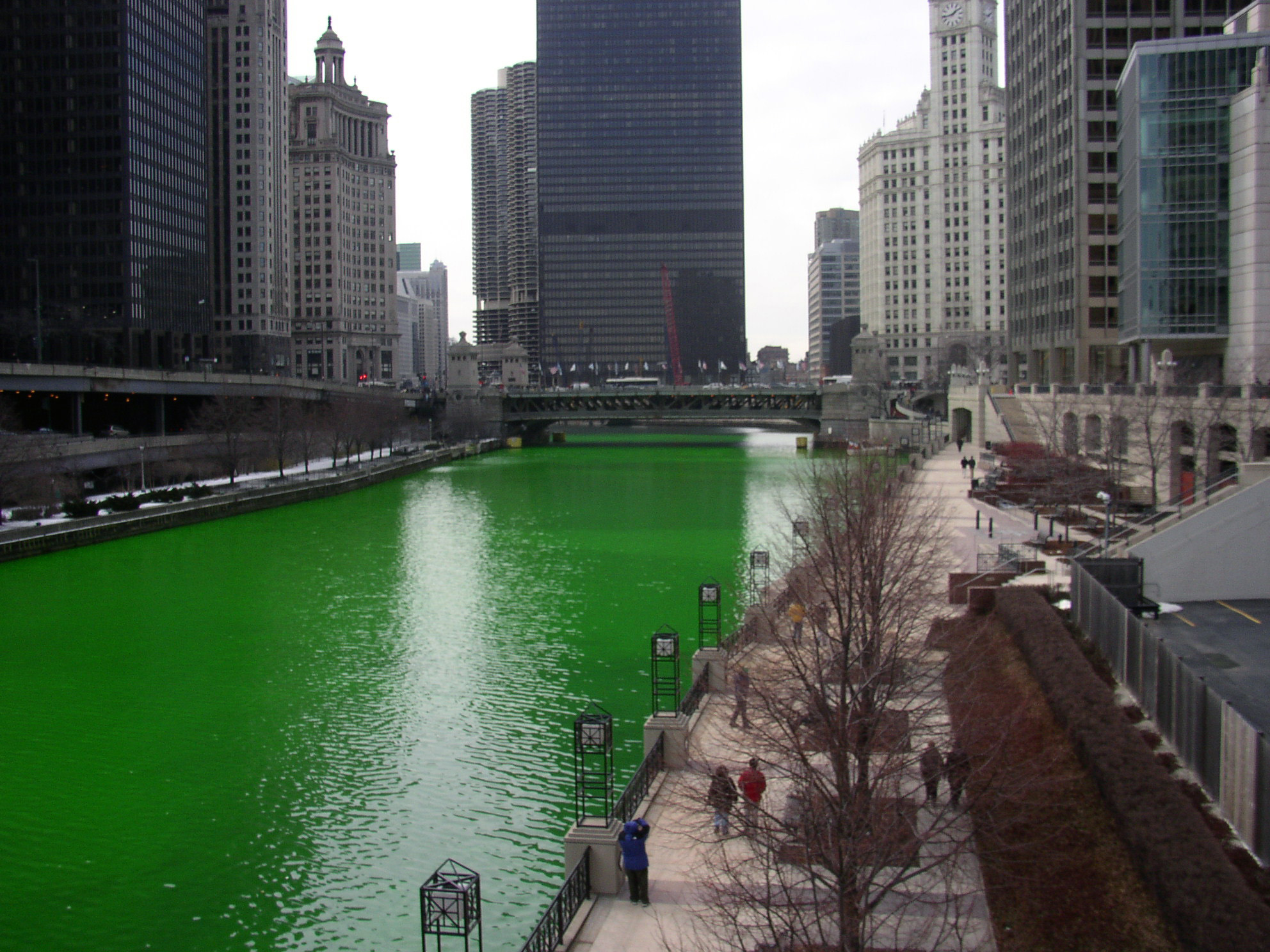
Der anlässlich des Saint Patrick’s Day traditionell grün gefärbte Chicago River

Der Saint Patrick’s Day (irisch Lá Fhéile Pádraig [ɫɑː ˈeːlʲɪ ˈpˠɑːɾˠəɟ], deutsch Sankt-Patricks-Tag) ist der Gedenktag des irischen Bischofs Patrick, der im 5. Jahrhundert lebte und als erster christlicher Missionar in Irland gilt. Er wird heute weltweit von Iren, irischstämmigen und ‑affinen Menschen mit Paraden und Volksfesten gefeiert.
Geburts- und Sterbetag von Saint Patrick sind nicht bekannt; das Datum 17. März für den Sterbetag tauchte erstmals im 7. Jahrhundert auf. Einige Historiker vermuten, dass in der Gestalt des Sankt Patrick, wie er heute verehrt wird, mindestens zwei Einzelpersonen zusammengeflossen sind. Patrick wird in der römisch-katholischen Kirche als Heiliger verehrt.

## Gedenktag
Der Gedenktag des heiligen Patrick wird in der römisch-katholischen Kirche sowie der anglikanischen Church of Ireland am 17. März begangen. Er wird ferner im Evangelischen Namenkalender der EKD, im Lutheran Worship von ELCA und LCMS sowie dem Heiligenkalender der Orthodoxen Kirchen geführt. Da Patrick als Schutzpatron Irlands gilt, ist das Fest des Heiligen im irischen Regionalkalender ein Hochfest.
Der 17. März ist in der Republik Irland, in Nordirland, im britischen Überseegebiet Montserrat sowie der kanadischen Provinz Neufundland ein gesetzlicher Feiertag. Der Saint Patrick’s Day wird weltweit von Iren, irischen Emigranten und zunehmend auch von Nicht-Iren gefeiert. In Dublin und den meisten anderen irischen Städten machen große Paraden und vielfältige Aktivitäten den Saint Patrick’s Day zu einem bunten Volksfest. Die größten Paraden finden in Dublin, Manchester, Boston, Chicago, New Orleans, New York, Savannah und München statt. Auch in der britischen Hauptstadt London gibt es jährlich eine Parade und ein Festival.
Am 17. März ist Grün die vorherrschende Farbe der feiernden Iren in aller Welt; in einigen Städten werden am Saint Patrick’s Day sogar die Flüsse grün eingefärbt. In Chicago wurde hierzu anfangs Uranin verwendet, seit 1966 werden allerdings pflanzliche Farbstoffe eingesetzt. Auch Bier (nicht aber das irische Guinness) wird an diesem Tag manchmal grün eingefärbt.
Im Kirchenjahr 2008 wurde der liturgische Gedenktag von der römisch-katholischen Kirche auf den 15. März vorverlegt, da er sonst in die Karwoche gefallen wäre, in der kein Fest oder ein anderes Gedenken begangen werden kann. Während der COVID-19-Pandemie wurden weltweit die meisten Paraden abgesagt oder verschoben.

## Deutschland

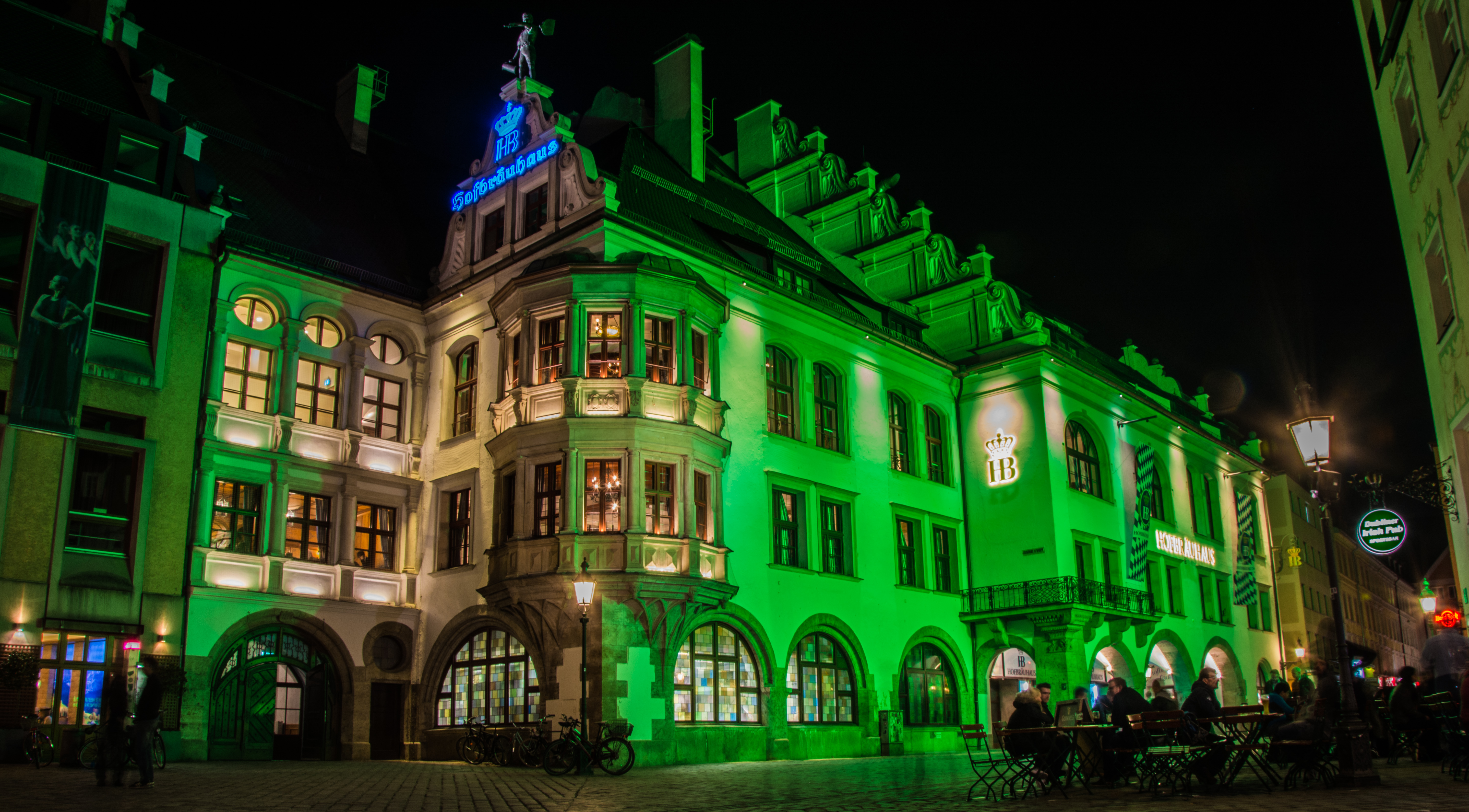
Beleuchtung des Hofbräuhauses in München am Saint Patrick’s Day vom 17. März 2016

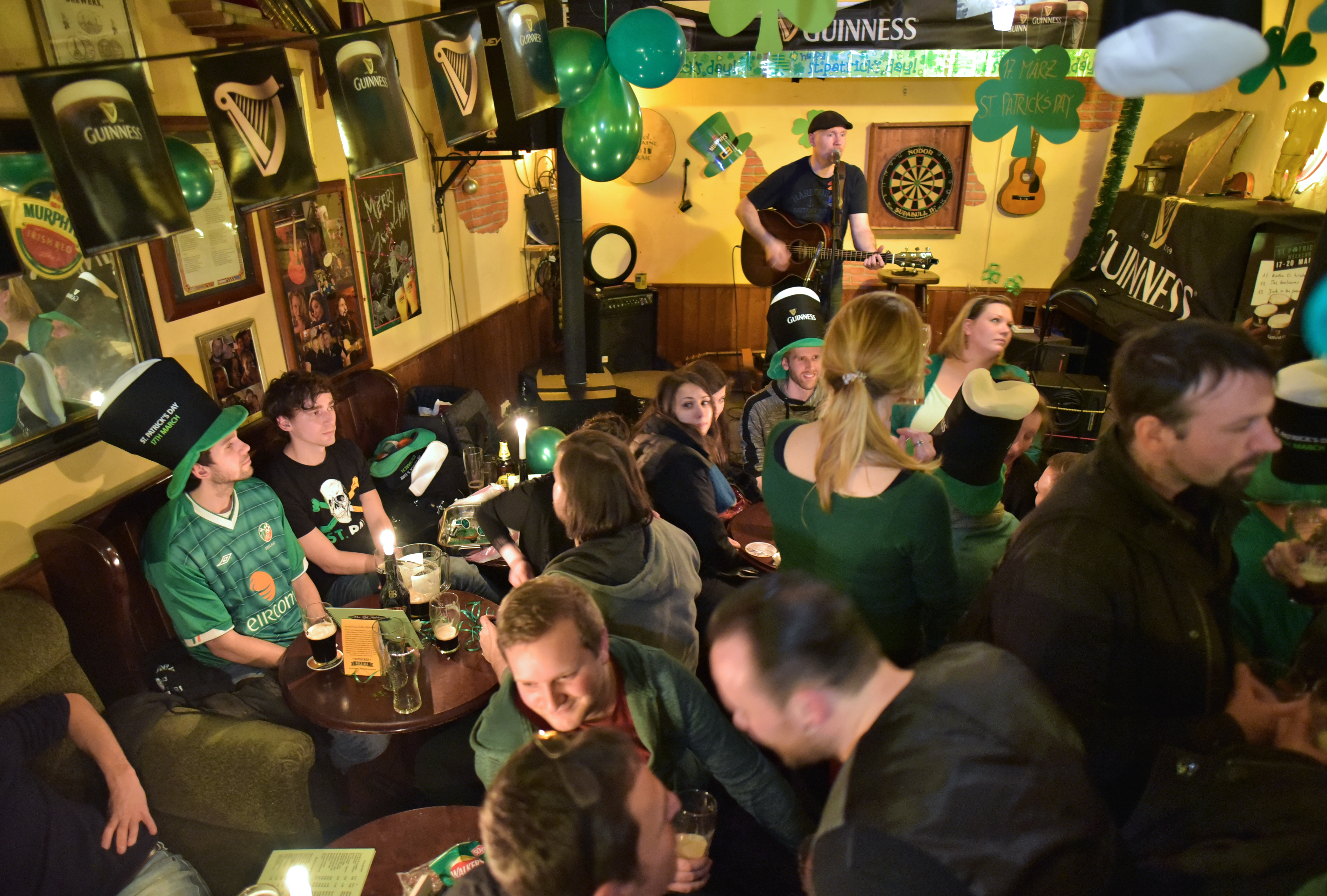
Saint Patrick’s Day 2016 in einem Irish Pub in Hamburg

Generell feiern sehr viele Irische Pubs in Deutschland den Saint Patrick’s Day auch oftmals mit Live-Konzerten, bei denen traditionelle irische oder keltische Folkmusik gespielt wird, zu der in der Regel auch irisch getanzt werden kann.
In München findet seit 1996 jährlich eine Parade zum Saint Patrick’s Day statt, an der nicht nur irische, schottische und englische, sondern auch einige deutsche Gruppen teilnehmen. Sie entwickelte sich zur größten kontinentaleuropäischen Parade und lockte 2007 etwa 25.000 bis 30.000 Teilnehmer und Zuschauer an. Die Münchner Parade findet nicht immer am Saint Patrick’s Day selbst statt, sondern an einem zeitnahen Sonntag. Nach der etwa zwei Kilometer langen Parade von der Münchner Freiheit zum Odeonsplatz folgt dort ein Bühnenprogramm, bestehend unter anderem aus der traditionellen Segnung des Shamrocks und Auftritten irischer Bands und Tanzgruppen. Schirmherr der Veranstaltung ist der Oberbürgermeister, und auch der Botschafter sowie der Honorarkonsul der Republik Irland nehmen daran teil. Am 17. März werden in München im Rahmen des weltweiten „Greenings“ mehrere Wahrzeichen abends mit grünem Licht angestrahlt. 2016 war zum ersten Mal das Münchner Hofbräuhaus beteiligt, außerdem erstrahlten die Allianz Arena, der Olympiaturm und die BMW Welt in Grün.
In Göttingen wird seit 2001 jährlich in St. Michael von den Jesuiten ein Gottesdienst zum Fest des heiligen Patrick in englischer Sprache mit anschließender Prozession durch die Innenstadt gefeiert. In Nürnberg bietet die Offene Kirche St. Klara/Katholische Cityseelsorge seit 2005 am Saint Patrick’s Day einen Gottesdienst in drei Sprachen (irisch, englisch und deutsch) an, der von einem Jesuitenpater aus Dublin gehalten wird. Es wird Irish-Folk-Musik gespielt und es findet ein Umzug durch Nürnberg statt.

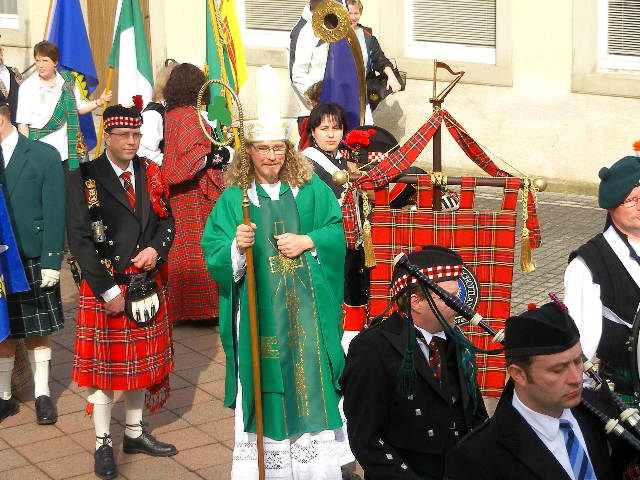
Sankt Patrick und Clanmitglieder in Waigolshausen (2008)

In Waigolshausen (Landkreis Schweinfurt) findet seit 2006, nach mehreren privaten Clanfesten, jährlich eine Saint-Patrick’s-Day-Parade statt, seit 2008 mit Musikbegleitung durch den Musikverein Waigolshausen. Neben dem Veranstalter des Clans McEL nehmen unter anderem auch Mitglieder des Clans MacScott aus Forchheim, Vertreter der Deutsch-Irischen-Gesellschaft Würzburg e. V., der Verein der Freunde von North Lanarkshire/Motherwell sowie vermehrt schottische Clans und Gäste aus Franken teil. Vor dem Beginn der Parade findet in der Waigolshäuser St. Jakobuskirche eine Andacht statt. Dabei wird unter anderem das Kleeblatt gesegnet. Bezug nimmt die Parade unter anderem auf Sankt Patricks Landsleute St. Kilian, Kolonat und Totnan, die irischen Frankenheiligen, deren Häupter in Würzburg ruhen. Seit 2012 organisiert die Deutsch-Irische Gesellschaft Würzburg in der Krypta des Neumünsters (Ruheort des Sarges der drei Märtyrer Kilian, Totnan und Kolonat) am Abend eine Vesper, mit wechselnden Liturgen.
Kleinere Paraden werden seit 2005 auch in Karlsruhe und seit 2007 in Schacht-Audorf, Schülp und Westerrönfeld in Schleswig-Holstein abgehalten. Seit 2011 wird das Saint Patrick’s Festival Berlin mit einer Parade durch Berlin-Kreuzberg und irischen Filmvorführungen gefeiert.
2023 fand in der Ufa-Fabrik Berlin eine Gedenkveranstaltung statt.

## Schweiz

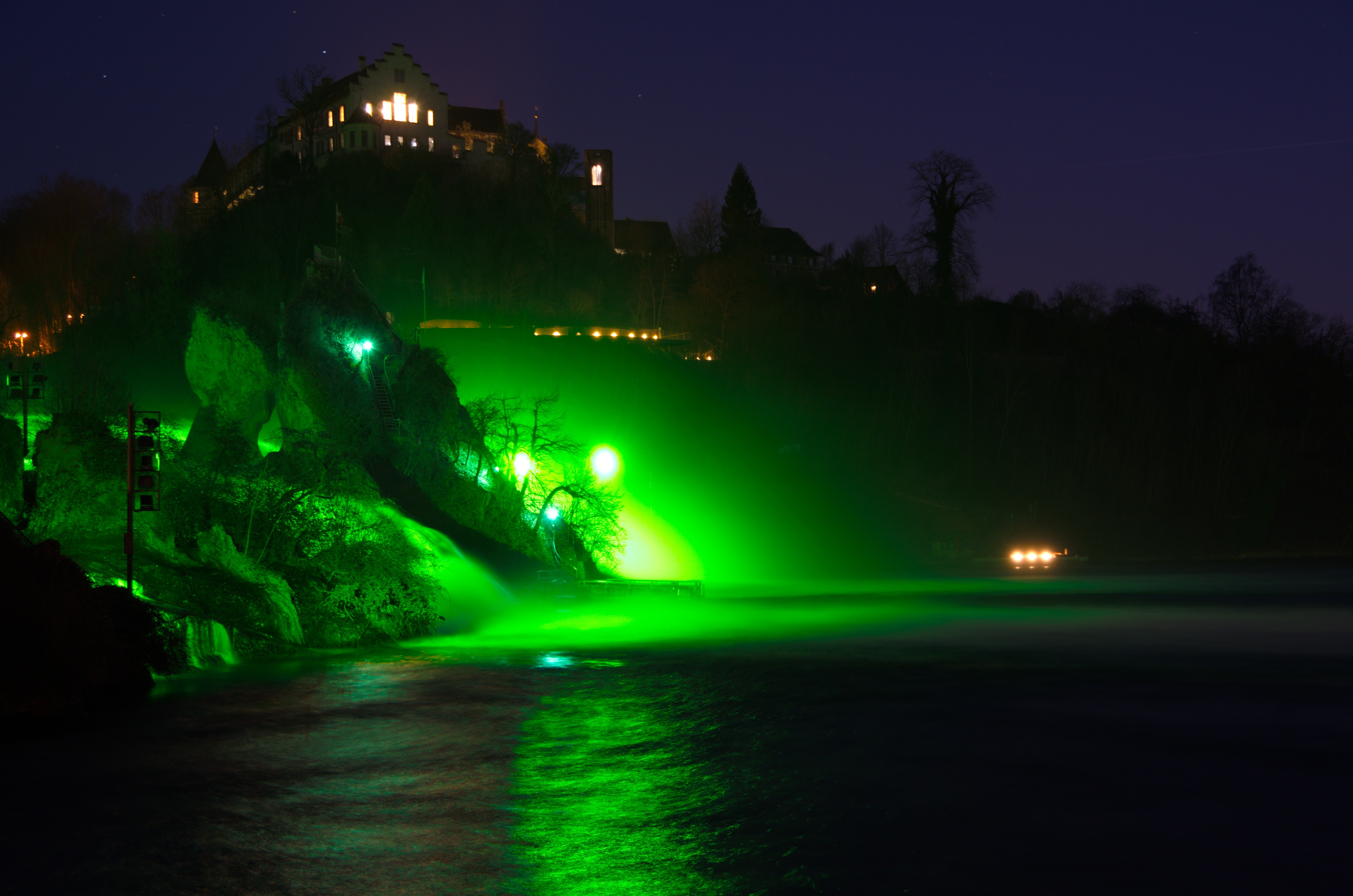
Der Rheinfall am Saint Patrick’s Day 2017

Die Schweiz beteiligte sich erstmals 2014 offiziell am Greening. Als landesweit einziger Beitrag wurde der Rheinfall während vier Abenden grün beleuchtet.